# Micha Keding
Micha Keding (* 25. März 1976 in Hannover) ist ein deutscher Jazz- und Kirchenmusiker.

## Leben
Micha Keding erhielt als Kind eine Musikausbildung am Cello, E-Bass und am Kontrabass. Nach dem Abitur studierte er in Bremen Musikerziehung mit dem Hauptfach Jazz-Kontrabass. Anschließend machte er eine Ausbildung zum C-Kirchenmusiker für Popularmusik.
Keding lehrt seit 1997 auf Workshops für Gospelmusik. Seit 2011 hat er einen Lehrauftrag für den Studiengang B-Kirchenmusiker für Popularmusik am Popinstitut der Nordkirche. Von 2011 bis 2017 hatte er einen weiteren Lehrauftrag an der Hochschule für Künste Bremen für Popchor-Leitung. Seit 2016 hat er einen Lehrauftrag an der Evangelischen Popakademie, einem Zweig der Hochschule für Kirchenmusik der Evangelischen Kirche von Westfalen in Herford.
Seit 2019 bekleidet er die Stelle des Popkantors im Kirchenkreis Verden.
Er war von 2001 bis 2015 Mitglied der Gruppe Swingin’ Fireballs, mit der er insgesamt sechs CDs und eine DVD produziert hat. 2000, 2002, 2005 und 2007 hatte er die musikalische Leitung des Norddeutschen Gospeltreffens mit über 600 Mitwirkenden. 2009 war er Preisträger des Bremer Jazzförderpreises.

## Publikationen
- Let’s sing! 2 Bände. Creative Kirche Medien, Witten.
- In Bremen, da muss man gewesen sein. Eres-Edition.
- You Make Me Sing Creative Kirche Medien, Witten.
- Let The Praise Begin Creative Kirche Medien, Witten.
- Good Day Creative Kirche Medien, Witten.
- Come On Creative Kirche Medien, Witten.